# NW Arkansas Championship
Het NW Arkansas Championship is een jaarlijks golftoernooi voor vrouwen, dat deel uitmaakt van de LPGA Tour. Het toernooi werd opgericht in 2007 als het LPGA NW Arkansas Championship en vindt sindsdien plaats op de Pinnacle Country Club in Rogers, Arkansas.
Het toernooi wordt over drie dagen gespeeld in een strokeplay-formule en na de tweede dag wordt de cut toegepast.

## Geschiedenis
In 2007 werd dit toernooi opgericht als het LPGA NW Arkansas Championship. Van 2008 tot en met 2010 werd het toernooi gesponsord door de P&G Beauty en werd toen georganiseerd als het P&G Beauty NW Arkansas Championship. Sinds 2011 is Walmart hoofdsponsor van dit toernooi en wordt sindsdien georganiseerd onder de naam Walmart NW Arkansas Championship.

## Golfbanen
| Jaar       | Golfbaan              | Par | Plaats           | Info                 |
| ---------- | --------------------- | --- | ---------------- | -------------------- |
| 2007-2008  | Pinnacle Country Club | 72  | Rogers, Arkansas | Baanrecord: 62 (-10) |
| 2009-heden | Pinnacle Country Club | 71  | Rogers, Arkansas |                      |

## Winnaressen
| Jaar                                | Winnares                      | Score                         | Score                         | Info                                                 |
| LPGA NW Arkansas Championship       | LPGA NW Arkansas Championship | LPGA NW Arkansas Championship | LPGA NW Arkansas Championship | LPGA NW Arkansas Championship                        |
| ----------------------------------- | ----------------------------- | ----------------------------- | ----------------------------- | ---------------------------------------------------- |
| 2007                                | Stacy Lewis am                | 65                            | –7                            | 18-holes event (regenweer)                           |
| P&G Beauty NW Arkansas Championship |                               |                               |                               |                                                      |
| 2008                                | Seon Hwa Lee                  | 201                           | –15                           |                                                      |
| 2009                                | Jiyai Shin po                 | 204                           | –9                            | Won de play-off van Angela Stanford en Sun Young Yoo |
| 2010                                | Yani Tseng                    | 200                           | –13                           |                                                      |
| Walmart NW Arkansas Championship    |                               |                               |                               |                                                      |
| 2011                                | Yani Tseng po                 | 201                           | –12                           | Won de play-off van Amy Yang                         |
| 2012                                | Ai Miyazato                   | 201                           | –12                           |                                                      |
| 2013                                | Inbee Park po                 | 201                           | –12                           | Won de play-off van So Yeon Ryu                      |
| 2014                                | Stacy Lewis                   | 201                           | –12                           |                                                      |

| Toernooirecord |  | po = winnares na play-off |  | am = amateur |